# Nico Cevat
Nicolas Friedrich Heinrich (Nico) Cevat (Burtscheid, 15 mei 1884 - Amsterdam, 7 december 1955) was een Nederlands kunstschilder in de stijl van de Haagse school, restaurateur en kunsthandelaar.

## Biografie
Nico Cevat werd in Duitsland geboren, maar het gezin Cevat keerde al vrij snel na zijn geboorte terug naar Amsterdam. Als Cevat tien jaar was, overleed zijn vader. Nico Cevat werd opgeleid tot ‘verver’ in het opvanghuis in Heythuisen (Limburg), waar hij geplaatst was.
In 1907 ging hij aan de slag als decoratieschilder bij Theater Bellevue, destijds een belangrijk centrum van het Amsterdamse verenigingsleven. In die periode kreeg hij les van Simon Maris. Even later vond hij een baan bij restaurateur Frans Vos van het Stedelijk Museum in Haarlem (het latere Frans Hals museum). 
In 1911 verhuisde Cevat naar Keulen. Ook daar werkte hij als restaurateur. In 1913 keerde hij met zijn gezin terug naar Amsterdam. In 1922 vertrok hij voor een jaar met zijn gezin naar de Verenigde Staten. Eenmaal terug in Nederland (1923) richtte hij zich vooral op de kunsthandel en het restaureren. In 1950 beëindigde hij zijn loopbaan.
Cevat had een vrouw en zes kinderen.
Hij was lid van St. Lucas en Arti et Amicitiae. In de periode 1913-1922 exposeerde hij regelmatig in de door de verenigingen georganiseerde tentoonstellingen.

## Prijzen
- 1917  Willink van Collenprijs met het doek Riviergezicht.

- Biografisch Portaal: 02806286
- RKD-Nederlands Instituut voor Kunstgeschiedenis: 16203
- Union List of Artist Names: 500431800
- Virtual International Authority File: 1157153596620851900009